# Casa Rectoral de la Immaculada Concepció
La Casa Rectoral de la Immaculada Concepció és una obra de Vilanova i la Geltrú (Garraf) protegida com a Bé Cultural d'Interès Local.

## Descripció
Es tracta d'un edifici entre mitgeres fent cantonada destinat a habitatge unifamiliar.
L'immoble és de planta rectangular de crugia única, compost de planta baixa aixecada respecte el nivell del carrer, una planta primera i planta sota coberta amb teulada a doble vessant. Té un petit cos lateral de galeria tancada i terrassa.
Les parets de càrrega són de paredat comú i totxo. Els forjats són de bigues de fusta i revoltó i de llata i rajola. La coberta és de teula àrab. L'escala és de volta a la catalana.
La façana principal es compon simètricament sobre eixos verticals i amb totes les obertures amb llinda. El portal central té una cornisa trencaiagües i té finestres laterals. L'edifici està rematat amb un frontó ondulat esglaonat. La façana lateral es compon sobre dos eixos verticals amb finestrals amb llinda a cada planta.